# Eupatula
Eupatula là một chi bướm đêm thuộc họ Noctuidae.